# Sam Darnold
Sam Richard Darnold (Capistrano Beach, California, 5 de junio de 1997) más conocido como Sam Darnold, es un jugador profesional estadounidense de fútbol americano que se desempeña en la posición de quarterback en los Seattle Seahawks  equipo de la National Football League (NFL).

## Carrera
Fue seleccionado en la primera ronda en la Reunión Anual de Selección de Jugadores de la NFL de 2018. Hizo su debut profesional con el equipo New York Jets, en el cual jugó tres temporadas (2018-2021), después pasó a Carolina Panthers (2021-2023), luego a San Francisco 49ers, donde jugó una temporada, en 2024 pasó a Minnesota Vikings.